# アブ・ジュリア
アブ・ジュリア（Abu Julia）、本名モハメド・サビット（Muhammad Sbeita、生年不明）は、パレスチナのシェフ、インターネットセレブリティ。自身の料理映像で知られており、アルジャジーラによって「Facebookで最も有名なアラブ人シェフ」と評された。2021年1月現在、Facebookで610万人のフォロワーを持ち、10億回以上の再生回数を誇っている。

## 略歴
パレスチナのガザ地区に生まれ、27歳まで同地で暮らした。父親は鍛冶屋で、12歳まで父親のもとで働いていた。13歳の時に祖母とともに料理を学んだ。その一方で、英文学の学位を取得し翻訳家や編集者として働いた。2017年にロンドンに引っ越し、イギリスで医学の学位を取得した医師の妻と結婚した。

## ネット上の略歴
最初にFacebookに投稿したのは2020年8月17日のことで、最初の時点でアブ・ジュリアというペンネームを使用していた。動画編集については、イングランドでCOVID-19のパンデミックが起きたときに学んだと語っている。公開に先立っては、個人アカウントで録画し実験したと語っている。
動画の多くはレバント料理に焦点を当てており、アラブ世界の料理を公開することが多いが、ヨーロッパ・アジア料理の動画も公開することもある。当初はパレスチナ料理だけに絞るよう奨励されていたものの、視聴者を増やすためにその手段を取らなかったという。また、パレスチナ料理人にとっての最大の宣伝は各地の様々な料理を作って有名になることだろう、とも語っていた。そのほか、食物アレルギーやその土地の食材を入手できない場所に住んでる人のために伝統のレシピを守りながら新しい製法を適応することの緊張についても論じている。タッブーレ、マンサフなどの動画を公開した際の困難についても語っており、特にレバノン、ヨルダンの視聴者より不十分だとして悪評を買った。
視聴者自体は世界的に多く、特にエジプト、ヨルダン、パレスチナ、イラクなどの国に多く、いずれも女性が多く占めている。インタビューも多く受けており、アルジャジーラのほか、スカイニュースアラビア、アル・クッズ・アル・アラビー、アンマンテレビ、アル＝アラビーヤ、アル・マムラカにインタビューを受けられている。また、動画内では「私たちの親愛なる者たち」というフレーズ、またガザ方言における愛情を意味する言葉をよく使用し、軽快かつ自発的なスタイルで知られている。料理以外の活動としても、ディアスポラの一員として、ガザの生活状況、パレスチナの大義を支援する講演活動も行っている。2021年10月には国際連合世界食糧計画と協力し、パレスチナでの活動を奨励した。